# アダルトビデオメーカー
アダルトビデオ（AV）メーカーとは、映像の製作会社の中で、特にアダルトビデオを主に制作、生産する会社を指す。

## 概要
狭義の「アダルトビデオ」が日本独自のジャンルであるため、日本にしか存在しない企業体であるが、日本向けに制作する海外の企業やグループ、また媒体によってはポルノ映像全般を制作する企業、グループを指す場合もある。以下は特記なき場合、日本国内の概要である。
かつては販売経路、流通の違いによって「レンタル系メーカー」と「セル系メーカー」、あるいは、所属する倫理審査団体によって日本ビデオ倫理協会（ビデ倫）またはコンピュータソフトウェア倫理機構（ソフ倫）に所属する「ビデ倫（・ソフ倫）メーカー」と、それ以外の審査団体（コンテンツ・ソフト協同組合（メディ倫）など）に属しているか、どの審査団体にも属していない（自主規制）「インディーズ系メーカー」に分けるのが一般的であった。
最近はセル市場の発達により現在双方のメーカーがレンタル・セルの両方で商品をリリースしており、ビデ倫においてもヘア・アナルの露出や、性器の形に沿ったモザイク処理（いわゆる「デジタルモザイク」）を解禁したり、日本映像ソフト制作・販売倫理機構（制販倫）、ビジュアルソフト・コンテンツ産業協同組合（VSIC）といった、非ビデ倫・ソフ倫ではあるが従来のインディーズとは一線を画した倫理審査団体が誕生しており、そういった分類は適切ではなくなってきている。
2016年にAV出演強要問題が社会問題となり、業界改革としてアダルトビデオメーカー、制作プロダクションによる社団法人・映像制作者ネットワーク(CCN)が設立された。
多くの場合、制作されたアダルトビデオの著作権者であり、流出、違法アップロードされた作品の取り消し権を持つ。2020年に行ったAV人権倫理機構のメーカーアンケートでは撮影後（途中キャンセル含む）、販売できないケースは110社中22社が年間1～5本はあると答えており、これは年間約5000現場ある以上のうち1％ぐらいと推察している。この割合には女優から発売中止を正式に申請されて中止したものも含んでいる。
AV新法の兼ね合いもあり、Willグループ本中のプロデューサー・智子は2024年1月時点では企画から発売までは6か月必要であると答えている。
ともに「AV女優が所属」という表現をするがAV女優をマネジメントするAVプロダクションとは異なる。

## メーカーとレーベル
レコード会社など一般的にはメーカー＝製造、販売会社、レーベル＝企業内ブランドであるが、アダルトビデオ業界の場合、メーカー＝企業内ブランド、レーベル＝シリーズとなっていることも多い。製作チームの色を強く出すことがブランド化につながること、アウトビジョン系列が当初グループ色を出さずに成功した例があるためといわれている。
表向きにはわかりにくいため、後述のメーカーは企業体、企業内ブランドいずれも含む。

## おもなメーカー
- クリスタル映像 - 80年代から90年代にかけて隆盛を誇った。
- ダイヤモンド映像 - 80年代末から大ブームを起こした。1992年倒産。
- SODグループ[5] - インディーズメーカーとして設立され、その後流通業に特化したソフト・オン・デマンドを核とするグループ。傘下メーカー（シーアンドエイチ等）のほか社内ブランドも多い。SODクリエイト、アイエナジー、DANDY、AKNR(アキノリ)、イフリート、オーティス、GARCON、サディスティックヴィレッジ、ディープス、ナチュラルハイ、ヒビノ、V&Rプロダクツ　など。
- h.m.p - 源流は芳友メディアプロデュース[6]。メジャー系老舗メーカーの一つ。
- アウトビジョングループ - 旧社名から北都、CAとも呼ばれ、通販サイト「FANZA」で知られるグループ。傘下に著名メーカーを抱える。基幹企業はWILL。S1[7]、アイデアポケット、アタッカーズ、kawaii*、MOODYZ[8]、BeFree、アロマ企画、E-BODY、FAプロ、エムズビデオグループ、OPPAI、OPERA、kira☆kira、CROSS、シネマジック、スタイルアート、しのだプロジェクト、ZUKKON/BAKKON、ダスッ!、溜池ゴロー、痴女ヘブン、ディープス、デジタルアーク、ドグマ、はじめ企画、隼エージェンシー、Fitch、プレミアム、本中、マックス・エー、マドンナ[9]、マルクス兄弟、みるきぃぷりん♪、MUTEKI、桃太郎映像出版、U&K、ROOKIE、乱丸、ワンズファクトリーなど
  - ジャパンホームビデオ（JVC）グループ - アリスJAPAN[10]、MAX-Aなどで知られるメジャー系グループ。2017年現在、流通はアウトビジョン（WILL）グループ。
  - HHHグループ - Hunter、ATOMなど。
  - 卍グループ - レッド、カルマ、JET映像など。
  - 妄想族グループ - 1113工房、ボンボンチェリーなど多数。
- プレステージ - シロウトTVなども抱えるインディーズメーカー。関連企業にネット動画、通販業のメディアグローバルステージ（MGS動画）がある。
- ケイ・エム・プロデュース - 宇宙企画、million、レアル・ワークスなどのレーベルで知られる[11]。
- エレクターズ - 単体女優を主力していたアリスJAPAN、宇宙企画、アトラス21（VIP）、KUKI、Calen（MAX‐A内レーベル）によるグループ[12]。90年代に活動した。
- FALENO - 配信サイト・U-NEXTにて2019年より配信開始。U-NEXTで独自に新設されており、当メーカーのみ新作独占配信となっている[13]。FALENO star、DAHLIAなどのレーベルを抱えるほか、番組制作会社としてU-NEXTやYouTubeを媒体にバラエティ番組も製作。
- ワープグループ - ワープエンタテインメント、ドリームチケット、NON、光夜蝶などで構成されるグループ。

### その他の主なメーカー
- アートビデオ
- アウダースジャパン
- アテナ映像[14]
- イズム
- エイチエス映像
- 映天
- エッチアールシー
- オーロラプロジェクト
- 笠倉出版社
- GIGA(ギガ)
- 希宝舎
- グラフィス
- グレイズ
- グローリークエスト
- 幻奇
- ゴーゴーズ
- コンマビジョン
- サイ・エンタープライズ
- 三和出版
- ジェイド
- 実録出版
- シネマユニット・ガス
- 志摩プランニング
- シャトルジャパン
- jump-av
- せいふく舎
- センタービレッジ
- 大陸書房
- タカラ映像
- トータル・メディア・エージェンシー
- NANIWA(なにわ書店)
- 日本ビデオ販売
- ネクストグループ
- バーチャルウエーブ
- バッキービジュアルプランニング
- ハマジム
- BALTAN
- Pixy
- ビデオスタジオ83
- V&Rプランニング
- フェ血ス
- 素人onlyプラム
- ベイビーエンターテイメント
- ホットエンターテイメント
- BodyZone
- マキシング
- マリゴールド
- モブスターズ
- ラ・コビルナ
- ラストラス
- RASH(ラッシュ)
- ラハイナ東海
- ルビー
- RADIX(レイディックス)